# Os bru estepari
L'os bru estepari (Ursus arctos priscus) és una subespècie extinta d'os bru que va viure a Eurasia durant el període de Plistocè. Els fòssils de l'os han estat trobats en diverses coves a Eslovàquia, particularment en les de Vazec, Vyvieranie, Lisková, Kupcovie Izbicka, i Okno.

## Descripció
El seu pes pot haver oscil·lat entre 300 i 1.000 quilograms, i possiblement era més carnívor que els seus parents moderns.